# 江苏省溧阳高新技术产业开发区
江苏省溧阳高新技术产业开发区，简称溧阳高新区，是位于江苏省溧阳市主城区西部的省级高新技术产业开发区，2016年获批准筹建，2018年设立，2021年改为现名。其前身为常州市人民政府和中关村科技园区管委会于2012年3月合作设立的高新技术产业园区江苏中关村科技产业园。

## 历史沿革

### 溧阳经开区城北工业园
- 江苏省溧阳经济开发区城北工业园，又称城北工业新区，位于溧阳市溧城镇西部（今昆仑街道境内），始建于2006年，2007年4月29日开园。[4]园区首期启动建设10平方公里，远期规划45平方公里，实际获批面积18平方公里。规划有生物医药园、机械加工与装备制造园、新材料园、信息产业园和一个省级高新技术创业中心。[5]

- 天目湖工业园，位于溧阳市天目湖镇北部（今古县街道境内），成立于2003年5月，总规划面积为18平方公里。

### 江苏中关村科技产业园
2012年3月，常州市人民政府和中关村科技园区管委会合作设立江苏中关村科技产业园。
园区以中关村跨区合作最佳实践区、华东一流的生态科技创新城、苏南自主创新核心功能区为目标，初期规划面积约40.6平方公里，分为南、北两个园区，由西郊风景区相隔。远景规划面积80.9平方公里。
其中北区以溧阳经开区城北工业园为基础，初期规划面积22.2平方公里，范围为北至环园北路（今沙涨大道）、东至天目湖大道、南至平陵西路、西至环园西路（今龙山大道）和宁杭高速。远期将向西拓至宁杭高速和扬溧高速，向北拓至余桥，面积增至51.8平方公里。南区计划以天目湖工业园为基础，规划面积18.4平方公里，范围为北至宁杭高速、东至天目湖大道，南至明珠大道，西至十里长山。2018年后取消南区规划。
2012年8月13日，江苏省政府办公厅赋予产业园专项支持政策。
2012年12月，江苏中关村科技产业园管理机构全面到位，江苏中关村科技产业园管委会为常州市政府正县级派出机构，由溧阳市政府代管，并与江苏省溧阳经济开发区管委会合署。此后至2019年底，江苏中关村科技产业园党政正职一直由溧阳市党政正职兼任。
2015年，溧阳市设立昆仑街道，行政区域面积79.7平方公里，由江苏中关村科技产业园代管。

### 江苏省中关村高新技术产业开发区
2016年5月，江苏省政府批准以江苏中关村科技产业园为基础筹建江苏中关村高新技术产业开发区，规划面积4.97平方公里。
2016年8月，昆仑街道境内原江苏省溧阳经济开发区管理范围划归江苏中关村科技园管理，江苏省溧阳经济开发区区位调整至上兴。
2018年9月，江苏省中关村高新技术产业开发区正式设立。
2020年7月，别桥镇、竹箦镇、南渡镇部分区域划归昆仑街道，昆仑街道行政区域面积增至118.08平方千米。
2020年8月，江苏省中关村科技产业园管委会更名为江苏中关村高新技术产业开发区管委会，高新区党政正职始由溧阳市委副书记、普通常委兼任。

### 江苏省溧阳高新技术产业开发区
2021年5月，江苏省中关村高新技术产业开发区获准更名为江苏省溧阳高新技术产业开发区。

## 经济发展
2013年江苏中关村科技产业园全年引进产业项目58个，实现工业总产值944亿元，同比增6.8%；实现公共财政预算收入11.69亿元，同比增21.5%；在全省开发区中排名21位。
以2012年波士顿电池落户江苏中关村科技园为发端，自2016年起，溧阳高新区相继引入宁德时代、上汽集团、璞泰来、科达利等近50家动力电池产业链企业，同时引入长三角物理研究中心、天目湖先进储能技术研究院等科研平台，逐步形成国内领先的动力（储能）电池产业集群，2020年实现动力（储能）电池产业产值超250亿元。

## 园区交通
江苏中关村高新区位于溧阳市域中心，处于宁杭陆运交通走廊和芜申水运通道的交汇处，拥有较发达的高速铁路、高速公路、国道省道、内河航运等立体交通网络，交通便利。
- 铁路：宁杭高速铁路。
- 高速公路：宁杭高速公路、扬溧高速公路、阜溧高速公路。
- 普通干线：104国道、233国道、239省道。
- 内河航运：芜申运河（芜湖～上海）。